# Choristella
Choristella là một chi ốc biển, là động vật thân mềm chân bụng sống ở biểns trong họ Lepetellidae.

## Các loài
Các loài trong chi Choristella gồm có:
- Choristella hickmanae McLean, 1992[3]
- Choristella leptalea Bush, 1897[4]
- Choristella marshalli McLean, 1992[5]
- Choristella nofronii McLean, 1992[6]
- Choristella ponderi McLean, 1992[7]
- Choristella tenera (A. E. Verrill, 1882)[8]
- Choristella vitrea (Kuroda & Habe, 1971)[9]

## Hình ảnh

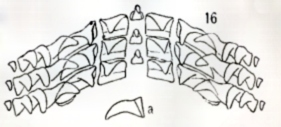
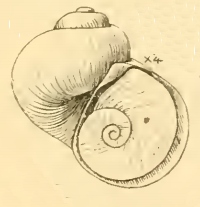